# Berástegui (Córdoba)
Berástegui es un centro poblado del municipio de Ciénaga de Oro, en el departamento de Córdoba (Colombia). Está localizado al noroeste del departamento, entre su cabecera municipal y Cereté, y a 28 kilómetros de la capital departamental: Montería.
Está compuesto por su centro poblado y las siguientes veredas: La Zorra, La Gran China, San Antonio, Los Andes, Soledad, La Ermita, Florisantos y Malagana.
De acuerdo con el mapa político de Ciénaga de Oro, Berástegui tiene los siguientes límites:
- Al norte con Bugre
- Al sur con el municipio de San Carlos
- Al este con la cabecera municipal
- Al oeste con el municipio de Cereté

## Toponimia
Su nombre hace alusión al sacerdote español José María Berástegui.

## Historia
A continuación se muestra un breve resumen de los orígenes del centro poblado, así como la fundación de la hacienda Berástegui y su ingenio azucarero, en una historia de casi tres siglos, cuyas tierras tuvieron importancia en el tejido empresarial y político del Valle del Sinú, la costa atlántica en particular y de Colombia en general a principios del siglo XIX y mediados del XX.

### Orígenes
Los terrenos en los que hoy se erige el actual centro poblado de Berástegui datan de la época virreinal. Fue creado por cédula real del Cabildo de Santiago de Tolú en 1734, siendo rey Felipe V y adjudicado a su súbdito Tomás Gómez y Barragán. En sus principios fue llamado Zapalería de Bugre.

### La hacienda Berástegui

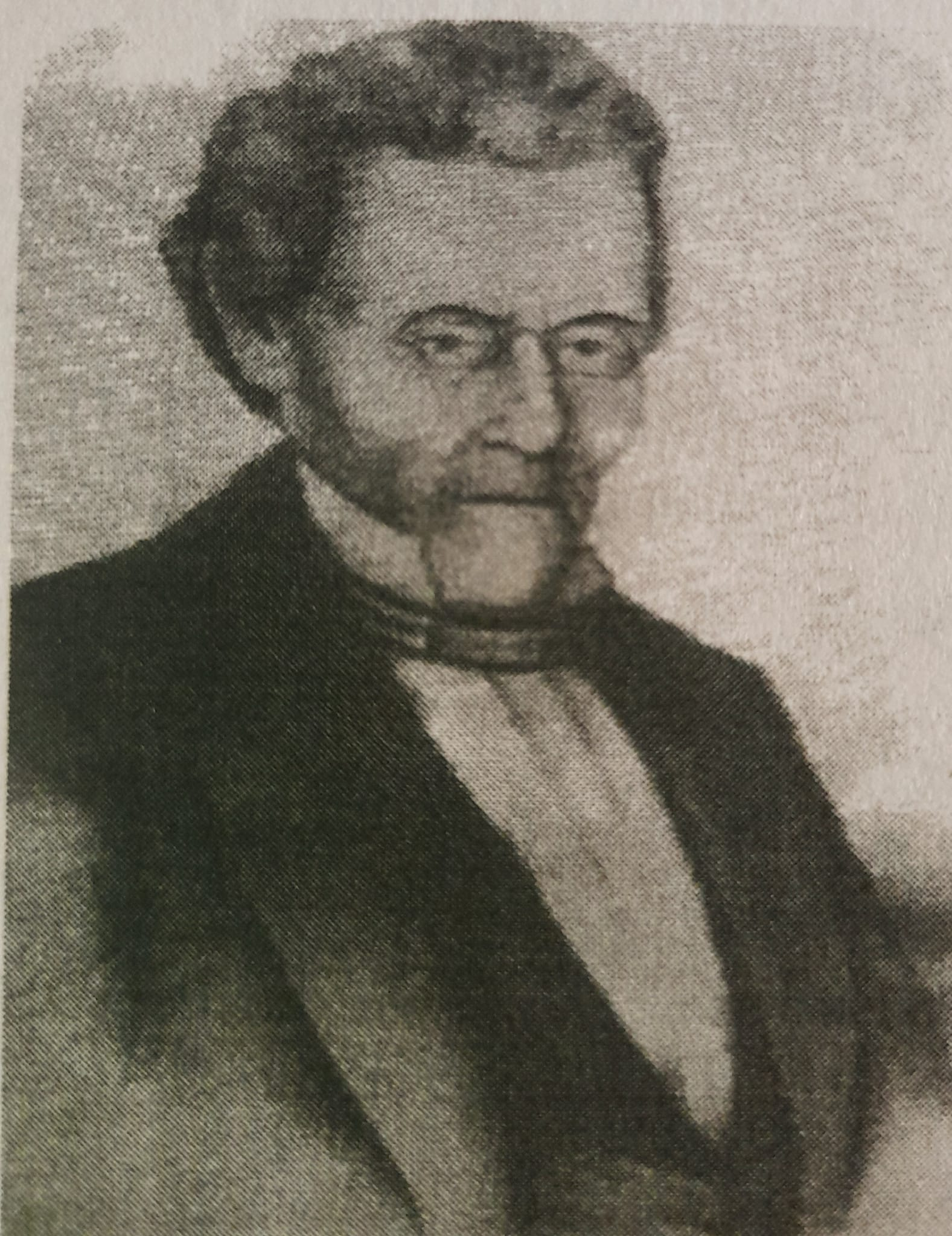
Pbro. José María Berástegui

Sus orígenes se remontan a finales del siglo XVIII, cuando el sacerdote José María Berástegui ejercía su sacerdocio en la parroquia de Ciénaga de Oro, el cual alternaba mediante el cuidado de los terrenos de su madre llamados Zapalería del Bugre, que quedaban próximos a esa población. Su hermano José Antonio, cura de Lorica, murió después de que compró los terrenos de la sierra de Batista y Socorro. Luego de la muerte de su madre, se unieron dichos terrenos en una finca rural que redondeaba 8000 hectáreas de extensión, la cual se llamó inicialmente la «Hacienda Malagana».
De la relación entre el sacerdote José María Berástegui y María Josefa Burgos nace Manuel Burgos, el cual, en 1845, se gradúa de doctor en Derecho y Ciencias Políticas en la Universidad de Cartagena. Este abre su bufete de abogado en Cartagena, la hacienda se desmejoraba y su propietario hubo de apelar al sistema de contraer deudas para gastos de mantenimiento. A los costos ruinosos de administración a distancia se agregaron los de intereses por usura.
Un día, el abogado Manuel Burgos leyó en Cartagena las cartas de los acreedores del sacerdote en el cual exigían el pago de acreencias, por lo que se desplazó de la ciudad de Cartagena y se trasladó al Sinú, para dedicarse a la dirección de los haberes paternos.
Escogió el centro de la hacienda para situar en él su administración. Plantó una granja y construyó casas para los que por una u otra razón debían establecerse allí. Al lugar le llamaban primero Hatonuevo y después, en homenaje al cura, Berástegui. A lo que antes se llamó «hacienda de Zapalería del Bugre» y después «hacienda Malagana» ahora se llamaba «hacienda Berástegui».
Dicha hacienda, de la mano de su administrador, el abogado Manuel Burgos, comenzó a traer soluciones a los problemas de la incipiente ganadería en la Colombia del siglo XIX. Una de las soluciones fue la introducción a la costa, en 1854, de la yerba del Pará (pasto Pará), la cual es una planta que sobrevive a terrenos inundados.

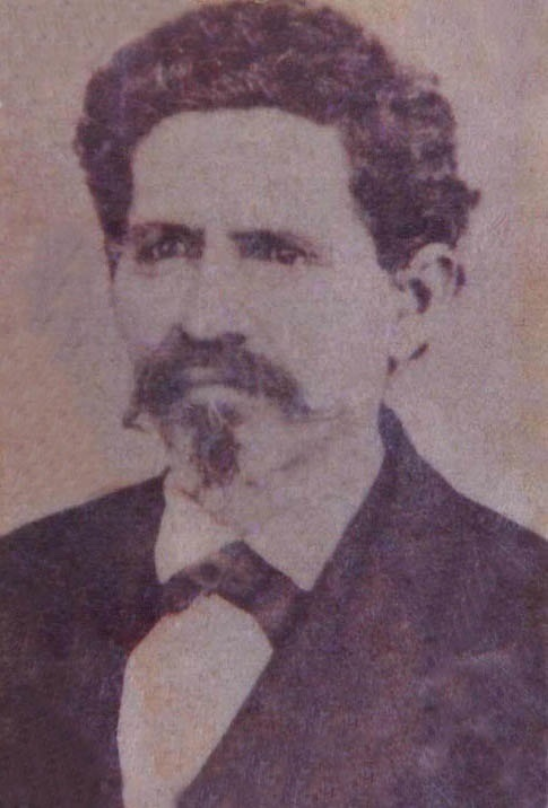
Manuel José del Carmen Burgos Berástegui (1821–1884)

Con la muerte en 1862 del sacerdote José María Berástegui, tomaron posesión de la hacienda, como propietarios, sus hijos. Un año después, Manuel Burgos formó con sus hermanos la sociedad comercial M. Burgos y Co. Desde entonces y durante muchos años, mientras existió, la llamaron, más comúnmente, "La Casa Burgos".
Del matrimonio de Manuel José Burgos y Manuela González Rubio de la Vega nació Francisco Burgos Rubio, en Ciénaga de Oro, el día 6 de enero de 1865.

### Los inicios del ingenio azucarero
Hacia 1870, la casa Burgos comenzó la siembra de caña de azúcar y, en 1872, con maquinaria especialmente importada, se producía en Berástegui azúcar centrifugado, iniciando la incipiente industria azucarera en la costa atlántica. Ya que, 5 años después, en 1877, se fundó otra fábrica de azúcar en María La Baja, sobre el canal del Dique.
Avanzada la fabricación de azúcar y de panela, el abogado Burgos, para aprovechar las melazas, introdujo e instaló un aparato para destilación de aguardiente, que fue apetecido en el estado. Popularmente lo llamaban «Ron Burguero».
El 4 de agosto de 1884, en la ciudad de Cartagena de Indias, muere Manuel Burgosde un infarto cardíaco. Al abogado Manuel Burgos lo heredaron su esposa Manuela González Rubio de Burgos y sus hijos Manuel, Francisco y Manuela Burgos Rubio y José María Berástegui. Con ellos continuó operaciones la Casa Burgos.
A finales de la década de 1920, viendo oportunidad de crecimiento, el general Francisco Burgos, junto con su hijo Remberto Burgos y Esteban R. de Pombo, socio de la compañía M. Burgos y Co., apostaron por la producción de azúcar refinada. Para ello, en 1928 se embarcaron en un viaje a Estados Unidos con el fin de adquirir la maquinaria necesaria, la cual viajó desde el puerto de Nueva York hasta el puerto de Cispatá. A principios del año 1929 llegó la maquinaria proveniente de Estados Unidos. Al año siguiente, la Empresa azucarera de Berástegui comenzó a producir azúcar refinada.

### El ingenio y la bonanza azucarera

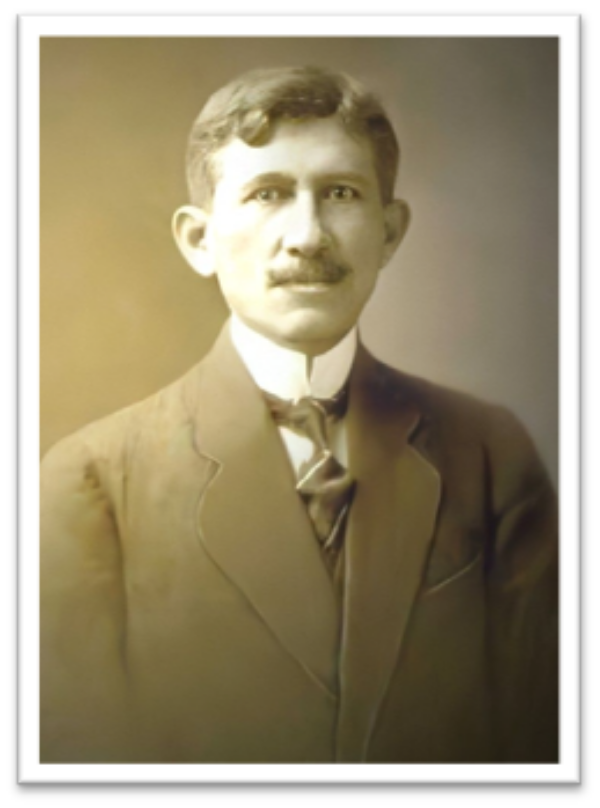
General Francisco Burgos Rubio (1865–1947)

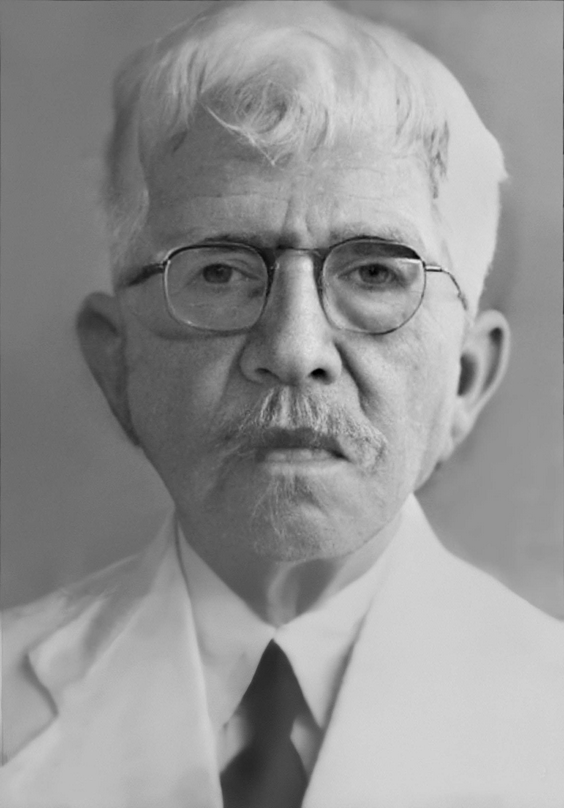
Manuel Emigdio Burgos González Rubio (1863–1943)

Según Gudilfredo Avendaño, la Empresa azucarera de Berástegui, entre 1897 y 1954, se convirtió en el motor de la economía del departamento de Córdoba. Los hermanos Manuel y el general Francisco Burgos Rubio dieron inicio a la fábrica, que alcanzó a producir 10 000 bultos de azúcar blanca mensualmente, los cuales eran comercializados hacia el resto del país, Europa y Centroamérica.

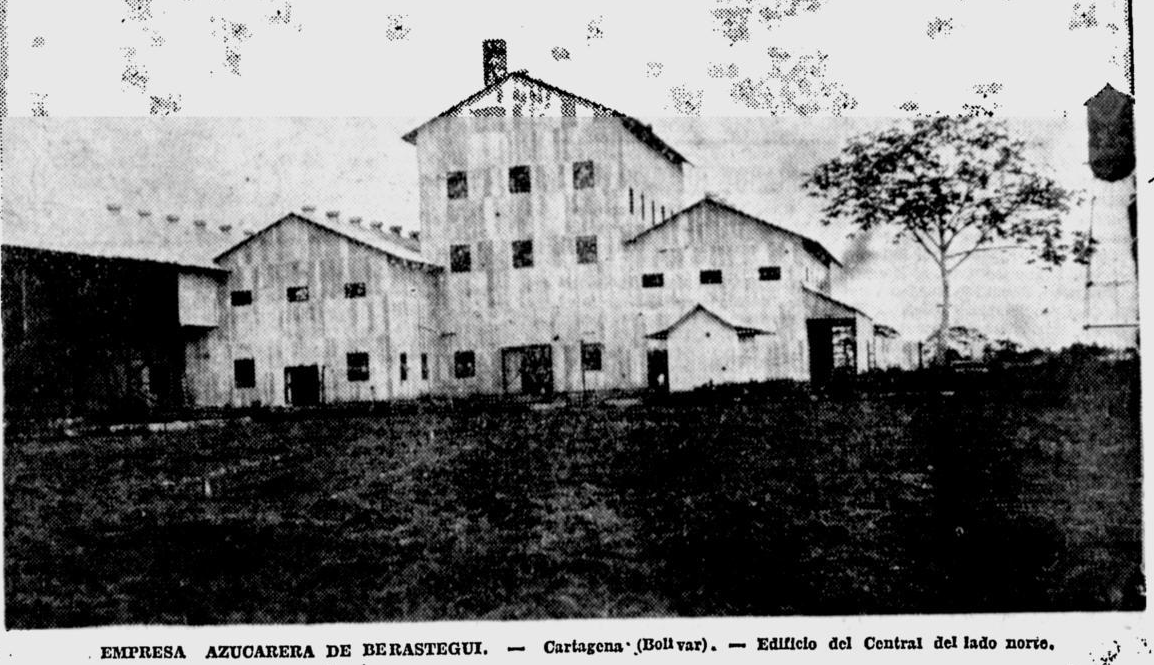
Foto de la época del edificio central del Ingenio azucarero

Fotografiá Coloreada del Ferrocarril trasportando La caña a la sección de Winches del Ingenio.

Dicha época de esplendor, conocida como la «Bonanza azucarera», trajo inmigrantes tanto del interior del país como extranjeros (mexicanos, rusos, brasileños, ingleses, argentinos, uruguayos y, especialmente, cubanos), en profesiones como ingenieros, técnicos, obreros, jornaleros, mensajeros y otros. Referente al proceso de inmigración que vivió el caserío durante las seis décadas en las que funcionó el ingenio, el Sr. Manuel, un habitante del pueblo entrevistado por Gudilfredo Avendaño cita: 
Como las casas del pueblo no alcanzaban a albergar a tanto foráneo, en los campos cañaverales de las extensas haciendas fueron construidos improvisados campamentos. Muchos de esos cambuches pasaron a ser, años más tarde, las casas que en la actualidad conforman el pueblo.
 El tamaño de la empresa en término de empleados fue grande, sabiendo que entre 1930 y 1954 contaba con más de 1500 empleados directos (se decía que los pagos de las jornadas podían durar más de una semana).
Por esos días, el caserío de Berástegui se convertía en una plaza de ferias, en donde los almacenes de ropa y zapatos, cantinas, distribuidores de insumos agropecuarios y vendedores ambulantes obtenían grandes utilidades. Los dueños de almacenes de Montería, Cartagena, Barranquilla y Sincelejo también se instalaron en el pueblo, así como damas de compañía, propietarios de cantinas y hasta promotores de espectáculos musicales llegaban a hacer su «agosto».
Sin embargo, «los infelices años 30» (nombre que los historiadores del siglo XX dan a «La Gran Depresión»), junto con deudas adquiridas con firmas americanas. y malas decisiones administrativas, comenzaron a pasar factura. Para 1932 la casa Burgos se hallaba acosada por los acreedores; productos de los proyectos de exploración petrolera sin resultados y la empresa azucarera con pocas utilidades, debió recurrir al desmembramiento de la hacienda para atender sus obligaciones

El 27 de junio de 1947 muere el general Francisco Burgos en la más completa ruina, ya que su capital y gran parte del patrimonio lo invirtió en la empresa azucarera y esta fracasó. Cuenta su hijo Remberto Burgos Puche en su libro El general Burgos, referente a su sepelio que: 
[…] Su cadáver lo llevaron en hombros, a Ciénaga de Oro (donde fue enterrado), trabajadores del Central Berástegui, por la carretera, ya en construcción, y que fue uno de sus grandes ideales, que comunicaría el valle del Sinú con toda la república. Rígidos y fríos, en ataúd cubierto con el emblema nacional, pasaron por ella cuando el cortejo fúnebre desfiló, lentamente, frente al ingenio, este lo despidió con una prolongada pitada, que resonó, lúgubre, por la planicie sinuana, y que parecía lamentar no solamente el fin de su empecinado creador, sino también su próxima desaparición, por la equivocada administración de unos, la incomprensión de otros y la avaricia, la especulación y el ansia inmoderada de ganancias de no pocos.
 Tras su muerte y la de su hermano Manuel Burgos, en 1943, concluyó de manera definitiva la firma M. Burgos y Co.

### Cierre del ingenio azucarero y fin de la hacienda

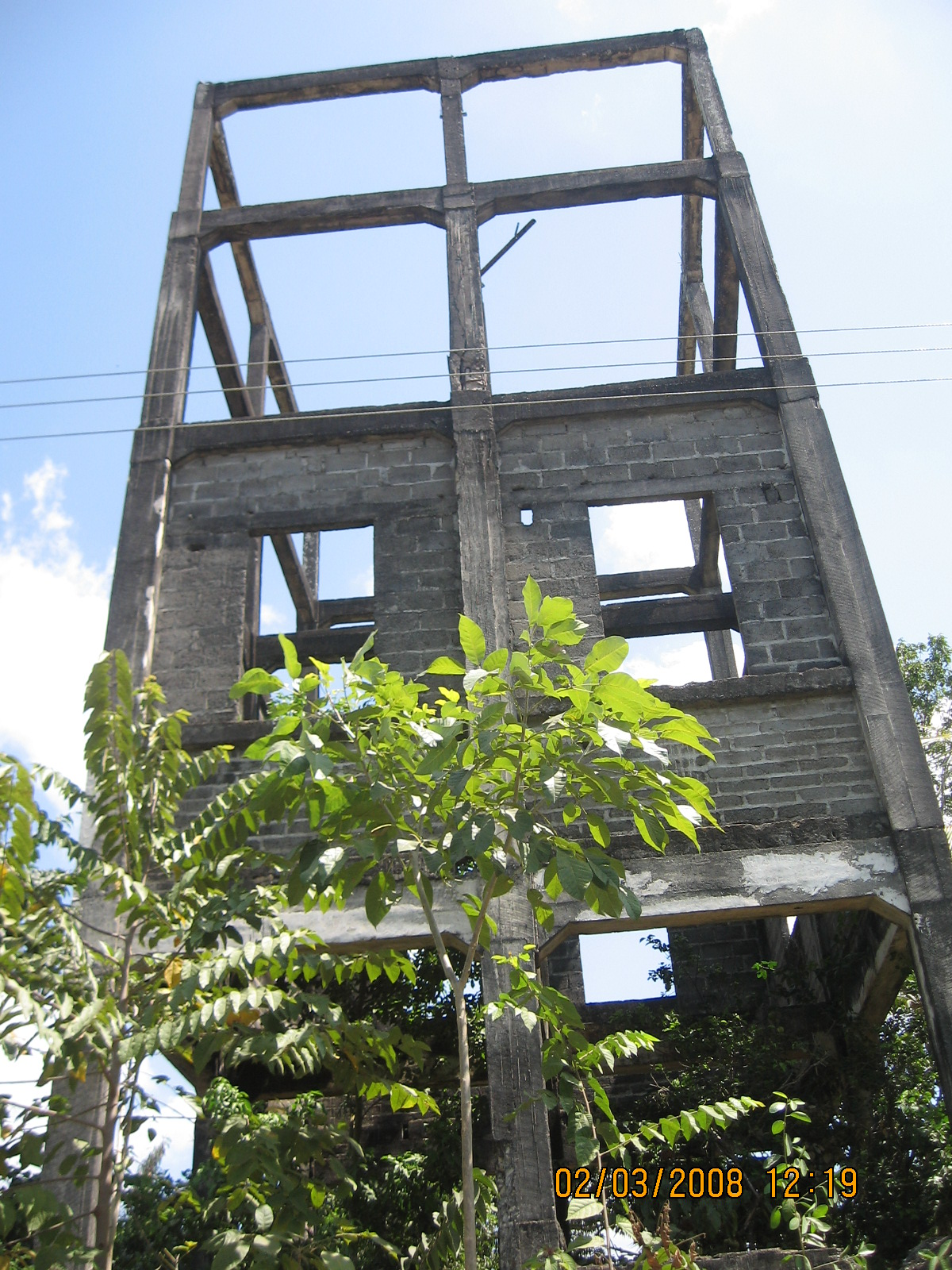
Ruinas del Ingenio, sección del alambique

La muerte del general, con los altos pasivos que fue acumulando y los pocos resultados, llevó a los directivos a pensar vender el ingenio, lo cual lo llevaría a su desaparición. Respecto a la decadencia y cierre del ingenio azucarero, cuenta Gudilfredo Avendaño que: 
[…] La excesiva carga de pasivos de la empresa obligó a sus propietarios a buscar socios que asumieran las deudas sin resultados.
A finales de 1954, el entonces presidente de Colombia, general Gustavo Rojas Pinilla, adquirió la compañía y se convirtió en el último propietario de la fábrica azucarera; decidió cerrar sus puertas ante el descalabro financiero y la falta de liquidez de la misma. La decisión obligó igualmente al cierre de casi la totalidad del comercio del pueblo, que volvió a la desesperanza y el olvido.
Dos años después, el 14 de marzo de 1956, el Juzgado Segundo Civil de Cartagena llevó a cabo el remate de toda la estructura de la industria azucarera y puso punto final a la principal etapa de un pueblo que se ilusionó con la dulzura de lo que producía su suelo, y que prometía aportar un enorme desarrollo a la región.
Con respecto a la hacienda Berástegui, al iniciarse la década de 1950, los Burgos vendieron lo que quedaba de las tierras de la hacienda: una parte "La lechería" fue adquirida por el General Gustavo Rojas Pinilla en 1953 la cual bautizó  como "San Antonio". Otra parte sería adquirida, posteriormente, por el Instituto Colombiano de la Reforma Agraria (Incora) con el fin de realizar un proyecto de parcelacionesculminado lo que en otros tiempos era la hacienda más importante del Bolívar Grande.

### Erección
Berástegui es incluido como centro poblado del municipio de Ciénaga de Oro el 18 de junio de 1952 por el doctor Remberto Burgos Puche, en la creación del departamento de Córdoba y el municipio de Ciénaga de Oro.

## Geografía

### Relieve
Berástegui se encuentra emplazado en la llanura formada por el valle del río Sinú, la cual se extiende a una distancia aproximada de 16 km en su margen derecha, con una altitud media de 11 m s. n. m. Es por esta razón que Berástegui se encuentra ubicado en la subregión del Medio Sinú, por las características del terreno, a pesar de que gran parte del municipio de Ciénaga de Oro se encuentra clasificado en la subregión de las sabanas.
Dentro del territorio comprendido es notable destacar que presenta un sistema de elevación independiente conocido como cerro Malagana cuya altura máxima es de 74 m s. n. m.; y que comprende una longitud aproximada de 2,9 km de largo y 540 m de ancho; teniendo así un área aproximada de 1,684.224 m². Este cerro es característico por poseer abundante vegetación nativa de la zona.

### Hidrografía
Berástegui es atravesado por el Caño Berástegui, el cual es un dren o canal artificial perteneciente al subsistema central del canal artificial de la Ciénaga Grande de Lorica, el cual nace en las proximidades del área urbana de Montería; en sus primeros 10 km de recorrido tiene una dirección NE; que luego es cambiada por una trayectoria  de dirección E, en un tramo aproximado de 8 km,  después de los cuales continúa hacia el norte (con una ligera orientación E), hasta entrar a la Ciénaga Castañuela, en cercanías al centro poblado Corozalito. La longitud aproximada del canal Berástegui es de 42350 m,  y su ancho en algunos tramos llega a alcanzar  los 56.25 m en promedio.

### Clima
La temperatura promedio de Berástegui durante todo el año generalmente varía de 23 °C a 37 °C de acuerdo a las temporadas calurosas o de lluvia propias de la región. 

## Demografía
Según los datos del Censo Nacional de Población y Vivienda de 2018, su población es de 10 949 habitantes, compuestos mayoritariamente por hombres (50,81 %, y 49,19 % de mujeres).
Además de lo anterior, está constituido por 2839 hogares distribuidos en 3177 viviendas. Respecto a estas últimas, el 83,84 % corresponden a estrato socioeconómico 1.
Con base en los datos del mismo censo, su población, de acuerdo a su edad, se distribuye de la siguiente forma:
| Grupos decenales | Número de habitantes |
| ---------------- | -------------------- |
| 0 a 9 años       | 1811                 |
| 10 a 19 años     | 2190                 |
| 20 a 29 años     | 1704                 |
| 30 a 39 años     | 1372                 |
| 40 a 49 años     | 1410                 |
| 50 a 59 años     | 1141                 |
| 60 a 69 años     | 641                  |
| 70 a 79 años     | 464                  |
| 80 años o más    | 216                  |

## Educación
Actualmente el centro poblado cuenta con dos instituciones educativas: la Institución Educativa José María Berástegui y la Institución Educativa San Francisco de Asís "Fe y Alegría" ambas de carácter estatal, abarcando los niveles educativos preescolar, básica primaria, básica secundaria y media vocacional. 
Con respecto a la Institución Educativa José María Berástegui, antes conocido como Colegio Departamental de Bachillerato Mixto de Berástegui, fue creado el 10 de febrero de 1978. Bajo la iniciativa del Profesor Jorge Elías Miranda Pérez, el cual logra iniciar el funcionamiento del colegio en locales del antiguo Ingenio Azucarero entregados por el municipio.
En este centro poblado se encuentra una sede de la facultad de Medicina Veterinaria y Zootecnia de la Universidad de Córdoba, presente desde el año 1976en los terrenos que fueron cedidos en comodatopor el Instituto Técnico Agrícola (ITA) tras su reestructuración en 1975.

## Transporte
El centro poblado es tránsito de la Ruta nacional 74, su ubicación le permite ser paso estratégico desde el medio Sinú hasta la ciudad de Montería.
Adicional cuenta con un aeródromo ubicado en la vereda de San Antonio, conocido como "Aeropuerto de Berástegui" (OACI: SKBR), está ubicado a seis kilómetros del municipio de Ciénaga de Oro.  Esta pista fue construida en la década de 1960, en predios de la finca "San Antonio" (que fuera propiedad del General Gustavo Rojas Pinilla). En este terminal aéreo y por casi dos décadas, operaba los vuelos regionales y nacionales hasta la construcción del Aeropuerto los Garzones en 1974.  Actualmente es usado para operaciones de fumigación aérea, sin embargo y teniendo en cuenta el crecimiento económico de la región,  en especial la implantación de empresas como centros de distribución entre Ciénaga de Oro y Cereté,  dicho aeropuerto está tomando relevancia estratégica como un terminal aéreo de carga

## Salud
El centro poblado dispone del centro de salud Berástegui, ubicado en el centro poblado, adscrito al ESE Hospital San Francisco del municipio de Ciénaga de Oro, el cual ofrece a la comunidad dos especialidades: medicina general y odontología, el cual es visitado por el cuerpo de Galenos tres veces a la semana

## Economía
La economía de Berástegui, comparado con los demás centros poblados del municipio, presentan un alto grado de desarrollo. Fundamentalmente se caracteriza por agricultura tecnificada y ganadería extensiva.  La actividad comercial de su centro poblado, se reduce básicamente a tiendas, graneros, farmacias, almacenes de variedades y lugares de esparcimiento. La gran mayoría de  estos negocios realizan sus relaciones comerciales con el municipio de Cereté
Respecto a la actividad agrícola, se produce de manera tecnificada: Maíz, Sorgo y Algodón. También se produce de manera artesanal o semitecnificada: berenjena, ají dulce, habichuela, coco, plátano, pepino, frijol, ahuyama, guayaba, piña, ñame, yuca y otros productos, esta producción se realiza principalmente en sus veredas
La ganadería extensiva, aun se mantiene como un legado de la Hacienda Berástegui, una de las técnicas heredadas es la siembra de pasto pará, el cual eliminó la necesidad de mover el ganado de un lugar a otroExisten fincas que se dedican a la cría, pastoreo y comercialización del Ganado vacuno.

## Gastronomía
Se fundamenta en la gastronomía cordobesa, especialmente la de los valles del sinú, la cual se caracteriza por ser una fusión de la culinaria indígena Zenú con la española, africana, antioqueña y sirio-libanesa, la cual emplea ingredientes como el maíz, la yuca, la berenjena, el arroz y otros provenientes de la cultura árabe como las almendras y el ñame.Además, en sus platos principales,  el cerdo, las reses, la gallina y el pescado son los ingredientes más comunes.

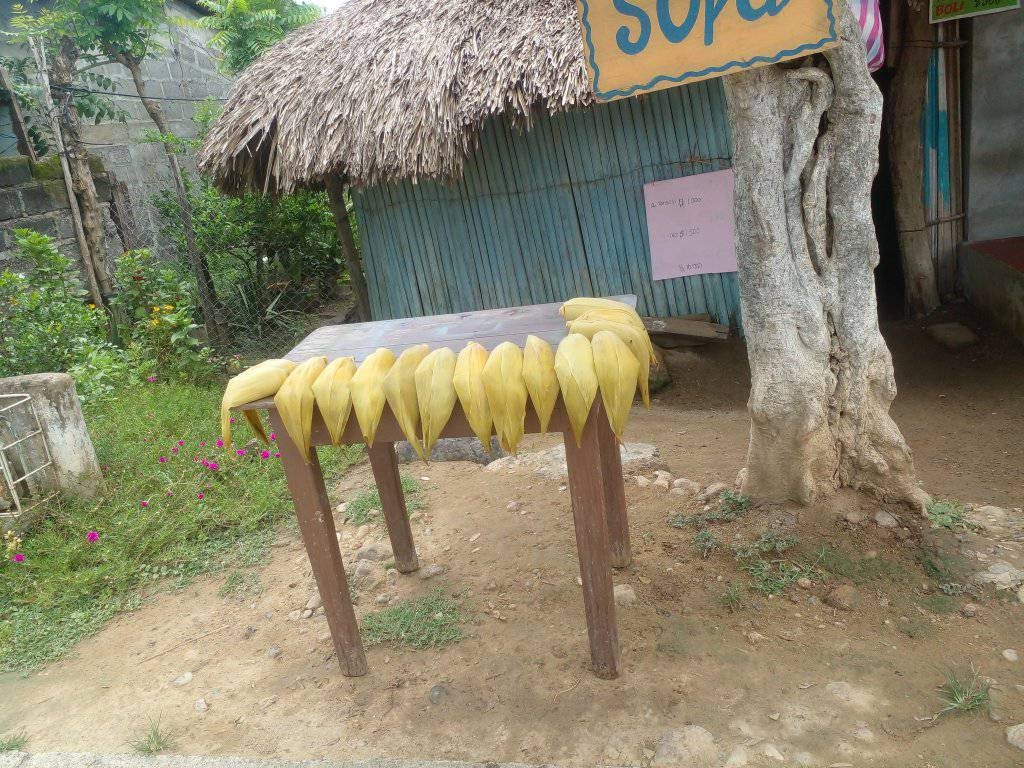
Venta de Bollos de maíz

Por ende, la cocina comparte muchos de sus platos con el resto de los departamentos de la costa Caribe colombiana, en especial Sucre y Bolívar. Sin embargo, es la impresión sinuana y los pequeños detalles los que hacen la diferencia en cada comida.
Entre los platos más característicos están: el mote de queso, el bocachico frito en leche de coco, el sancocho de bocachico, cabeza de gato (pasta de plátano verde, ajo, y mantequilla), buñuelitos de maíz biche, Peto, bollo limpio y bollo dulce, mazamorra de maíz, mazamorra de plátano, arroz con coco, mojarra frita, sopa de mondogo, viuda de pescado, chocolate caliente sabanero (el polvo o "en bolitas"), entre otros.
También es rica en postres y dulces típicos, impulsados por los productos de temporada, como lo es el mamoncillo, el maíz, el mango, la guayaba, Etc. De los cuales podemos destacar: cocadas, alegrías, dulce de leche cortada, cabellitos de ángel, dulces de mamón, dulce de coco, dulce de guayaba, enyucados y otros de no menor importancia